# 虹ヶ咲学園校歌
「虹ヶ咲学園校歌」（にじがさきがくえんこうか）は、虹ヶ咲学園スクールアイドル同好会によるシングル。2024年4月10日にLantisから発売された。

## 背景
前作「New Year's March!/ラジオ体操第一 (虹ヶ咲学園スクールアイドル同好会 Ver.)」から約3ヶ月ぶりとなるシングルで、メディアミックス作品『ラブライブ！虹ヶ咲学園スクールアイドル同好会』のスピンオフである『にじよん あにめーしょん2』の主題歌として、高咲侑（矢野妃菜喜）を含めた虹ヶ咲学園スクールアイドル同好会のメンバー13人が担当した。テレビアニメでのテーマ曲としては優木せつ菜役が初代の楠木ともりから2代目の林鼓子に変わって初の楽曲でもある。

## エンディング映像
エンディング映像は、上原歩夢→宮下愛→桜坂しずく→朝香果林→鐘嵐珠→ミア・テイラー→エマ・ヴェルデ→近江彼方→天王寺璃奈→三船栞子→中須かすみ→優木せつ菜の順で進行する。
前作「わちゅごなどぅー」に続いて、テレビアニメではほとんど見られなかった高咲侑の運動神経の悪さがしっかりと描写されている。宮下愛では侑がバスケットボールを追いかけるのに必死となる、鐘嵐珠ではビーチバレーのスパイクに侑が全く反応できずにいる。
また、下記の様々な小ネタがちりばめられている。
- 桜坂しずく：かすみんBOXとてるてる彼方ちゃん
- 朝香果林：一番くじ「秋色RetroModern」描き下ろし浴衣
- 鐘嵐珠：「くじ引き堂」描き下ろし水着
- 天王寺璃奈：原作第107・108話「クリスマス1・2」[4]
- 三船栞子：アクアシティお台場の巫女衣装

## リリース
2024年4月10日にLantisからリリースされ、初回生産特典として「ラブライブ！虹ヶ咲学園スクールアイドル同好会 7th Live! NEW TOKIMEKI LAND」1日目の最速先行抽選申込券が封入される。

## チャート成績
2024年4月22日付のオリコン週間シングルランキングでは4位にランクインした。

## 収録曲
| 全作詞: 角野寿和、全作曲: 角野寿和、川浦正大。 |                                            |           |                     |            |      |
| #                                              | タイトル                                   | 作詞      | 作曲・編曲          | 編曲       | 時間 |
| 1.                                             | 「虹ヶ咲学園校歌 (Rock Ver.)」             | 角野寿和  | 角野寿和、 川浦正大 | Rockwell   | 2:33 |
| 2.                                             | 「虹ヶ咲学園校歌 (Piano Ver.)」            | 角野寿和  | 角野寿和、 川浦正大 | 遠藤ナオキ | 2:51 |
| 3.                                             | 「虹ヶ咲学園校歌 (Rock Ver.)」(Off Vocal)  | 角野寿和  | 角野寿和、 川浦正大 |            | 2:33 |
| 4.                                             | 「虹ヶ咲学園校歌 (Piano Ver.)」(Off Vocal) | 角野寿和  | 角野寿和、 川浦正大 |            | 2:49 |
| 合計時間:                                      | 合計時間:                                  | 合計時間: | 10:46               |            |      |

## タイアップ
| # | 曲名                           | タイアップ                                     |
| - | ------------------------------ | ---------------------------------------------- |
| 1 | 「虹ヶ咲学園校歌 (Rock Ver.)」 | テレビアニメ『にじよん あにめーしょん2』主題歌 |

### ユニットメンバー
1. 1 2 3 4  高咲侑（矢野妃菜喜）、上原歩夢（大西亜玖璃）、中須かすみ（相良茉優）、桜坂しずく（前田佳織里）、朝香果林（久保田未夢）、宮下愛（村上奈津実）、近江彼方（鬼頭明里）、優木せつ菜（林鼓子）、エマ・ヴェルデ（指出毬亜）、天王寺璃奈（田中ちえ美）、三船栞子（小泉萌香）、ミア・テイラー（内田秀）、鐘嵐珠（法元明菜）